# 沃洛德米里夫卡 (卡捷琳尼夫卡市鎮)
沃洛德米里夫卡（烏克蘭語：Володимирівка），是烏克蘭中部基洛夫格勒州克罗皮夫尼茨基区卡捷琳尼夫卡市镇的村落，始建於1752年，面積0.27平方公里，海拔高度163米，2001年人口585，人口密度每平方公里2,166.7人。